# John Willem Gran

Wappen von John Willem Nicolaysen Gran

John Willem Nicolaysen Gran OCSO (* 5. April 1920 in Bergen; † 20. März 2008 in Paris) war römisch-katholischer Bischof von Oslo von 1964 bis 1983.

## Leben
Gran konvertierte 1941 zum Katholizismus. Er leistete seinen Militärdienst während des Zweiten Weltkriegs zunächst in London, dann in Norwegen, unter anderem in der Festung Akershus. Zwischen 1946 und 1947 arbeitete er als Regieassistent für den norwegischen Film. 1949 trat er jedoch in das Trappistenkloster Caldey Island ein und empfing dort am 21. Mai 1957 die Priesterweihe. Zwei Jahre später wurde er zum Theologiestudium nach Rom gesandt. 1962 wurde er von Papst Johannes XXIII. zum Koadjutorbischof mit Nachfolgerecht in Oslo bestellt und zum Titularbischof von Raphia ernannt. Die Bischofsweihe spendete ihm am 24. März 1963 sein Amtsvorgänger Jacob Mangers; Mitkonsekratoren waren Johannes Theodor Suhr, Bischof von Kopenhagen, und Johann Wember, Apostolischer Vikar von Nord-Norwegen. 1983 wurde seinem Rücktrittsgesuch durch Johannes Paul II. stattgegeben.
Er war der einzige norwegische Teilnehmer am Zweiten Vatikanum. Bischof Gran war von 1978 bis 1986 Vorsitzender der Nordischen Bischofskonferenz.

## Schriften
- A Hand on My Shoulder: Memoirs of John Willem Gran: Set of Two. Cistercian Publ. 2004, ISBN 0879073535.
- A Hand on My Shoulder: Monk and Bishop. Cistercian Publ. 2004, ISBN 0879073411.